# نیو آلوو (اکلاهما)
نیو آلوو(به انگلیسی: New Alluwe) شهری در ایالت اکلاهما کشور ایالات متحده آمریکا است که جمعیت آن در سرشماری سال ۲۰۱۰ میلادی، ۹۰ نفر بوده‌است.